# Katiola
Katiola (en tagwana : Katiokaha) est une ville située au centre du pays, à 55 km au nord de Bouaké, chef-lieu de la région du Hambol, en Côte d'Ivoire. Son département a été créé par décret en 1969. Sa population s'élève à plus de 90 641 habitants en 2021.
La ville est habitée par deux ethnies, les Tagbanas appartenant au grand groupe Sénoufo, qui sont traditionnellement cultivateurs, et les Mangoros appartenant au groupe mandingue dont l'activité essentielle tourne autour de la poterie et de la chasse. Une école de poterie très réputée y est installée.
Les catholiques, qui ont ouvert une mission en 1909 avec Jules Moury (SMA), y ont construit plus tard la cathédrale Sainte-Jeanne-d'Arc de Katiola, avec l'aide de tous les écoliers de la mission catholique.
Les quartiers de Katiola sont : Djoumekaha, Nanniankaha, Nandiéplékaha, Kaklinkaha, Gbédékaha, Kadjinkaha, Lafonkaha, Dioulabougou, Sopim (quartier résidentiel), Mangôrôsso,Gnèmonkaha, Konankaha, Adeska et Lafonkaha. Les quartiers se terminent en kaha sont des villages tagbanas. Mangôrôsso est un village mangoro qui lui-même est divisé en plusieurs sous-quartiers notamment Gborogbodougou, Gôrôsso et Sakpésso. Dioulabougou représente quant à lui, le quartier où se regroupe l'ensemble des peuples à majorité malinké ayant immigré à Katiola. Mais à l'origine avant l'arrivée des colons français, ces quartiers étaient des villages.

## Géographie

### Climat
La ville jouit d'un climat de type sub-soudanais qui comporte quatre saisons, dont deux saisons de pluie allant du mois de mars à celui de juin et du mois de septembre à octobre. Celles-ci sont entrecoupées de deux saisons sèches qui s'étalent de novembre à février et de juillet à août. La pluviométrie annuelle oscille entre 1 100 mm et 1 200 mm avec une température moyenne autour de 27 °C.

## Administration
Une loi de 1978 a institué 27 communes de plein exercice sur le territoire du pays, dont Katiola.
| Date d'élection | Identité                        | Parti    | Qualité         | Statut |
| --------------- | ------------------------------- | -------- | --------------- | ------ |
| 1980            | Général Thomas d'Aquin Ouattara | PDCI-RDA | Homme politique | élu    |
| 1985            | Général Thomas d'Aquin Ouattara | PDCI-RDA | Homme politique | élu    |
| 1990            | Touré Lakoun                    | PDCI-RDA | Homme politique | élu    |
| 1995            | Ouattara Gnelbien               | PDCI-RDA | Homme politique | élu    |
| 2001            | Touré Maurice                   | RDR      | Homme politique | élu    |
| 2013            | Camara Thomas                   | RDR      | Homme politique | élu    |

Le département compte les sous-préfectures de Fronan, Niakaramandougou, Tafiré, Tortiya, Sakassou.
Après les évènements de 2002, la ville, comme toutes les localités du nord du pays, a été placée sous l'administration du MPCI puis des Forces nouvelles de Côte d'Ivoire et se trouvait de fait sous l'autorité unique d'un « commandant de zone » (« com-zone »). Ce « commandant de zone » est désigné par le secrétaire général des Forces nouvelles de Côte d'Ivoire, Guillaume Soro, comme pour chacun des 10 secteurs de la zone nord ivoirienne, Katiola étant désignée depuis 2006 sous le terme de Zone no 2. Depuis 2007, il s'agit de Touré Hervé Pélikan, dit Vetcho. Cette autorité existe toujours en 2008 et cohabite avec les fonctionnaires de l'état, préfet et sous-préfet, revenus dans la région.

## Représentation politique
| Date d'élection | Identité              | Parti    | Qualité         | Statut |
| --------------- | --------------------- | -------- | --------------- | ------ |
| 2001            | Ouassenan Koné Gaston | PDCI-RDA | Homme politique | élu    |

Le mandat de l’Assemblée nationale élue en 2001 s'achevait le 16 décembre 2005. Mais, en raison de la crise politico-militaire de 2002, les élections législatives n'ont pas eu lieu et l’Assemblée nationale en place est demeurée en fonction et a conservé ses pouvoirs.

## Société

### Démographie
| Rec. 1975 | Rec. 1988 | Est. 2010 | 2021   |
| --------- | --------- | --------- | ------ |
| 18 625    | 33 813    | 64 007    | 90 641 |

### Éducation
Le département compte 6 établissements préscolaires, 95 écoles primaires, 6 établissements secondaires, 2 établissements secondaires techniques.
Le département compte aussi une Institution de Formation et d'Éducation Féminine située au chef-lieu, l'un des 90 centres de cette nature existant dans le pays. Cette institution a pour objet de permettre aux femmes analphabètes, aux jeunes filles non scolarisées ou déscolarisées, aux femmes agricultrices de trouver une opportunité pour le développement d'aptitudes nouvelles permettant leur insertion ou leur autonomisation.

### Religion
Katiola est le siège d'un évêché catholique. L'Ethnie Tagbana qui est l'ethnie majoritaire à Katiola est majoritairement catholique. L'Islam est également présent depuis les djihad menés par Samory Touré au 19e Siècle. Le catholicisme a été amené par des missionnaires venus de France au 20e Siècle.

### Santé
Le département compte 2 hôpitaux généraux à Katiola, 7 centres de santé urbains, 11 centres de santé ruraux et 3 services de santé scolaires.

## Sports
Les compétitions sportives se déroulent exclusivement au chef-lieu du département, les autres localités ne disposant d'aucune infrastructure dédiée : la ville dispose d'un clubs de football, l'AS Juventus de Katiola, qui évolue en Championnat de Division Régionale, équivalent d'une 4e division. Comme dans la plupart des villes du pays, il est organisé, de façon informelle, des tournois de football à 7 joueurs qui, très populaires en Côte d'Ivoire, sont dénommés Maracanas.

## Personnalités liées à la ville
- Thomas d'Aquin Ouattara, premier général de l’armée de la République de Côte-d’Ivoire ;
- Camara Nangala, écrivain ;
- David Thio, boxeur ;
- Gaston Ouassénan Koné, militaire et homme politique ;

## Villes voisines
- Dabakala vers l'est ;
- Mankono vers l'ouest ;
- Bouaké et Botro au sud ;
- Ferkessédougou au nord ;
- Fronan au nord.

## Histoire

### L'époque samorienne
Au XIXe siècle, Samory Touré arrive à Katiola qui en ce moment là était composée de plusieurs villages. Samory Touré, lors de son arrivée à Katiola demande à la population de se convertir à la religion musulmane. La plupart des habitants refusent alors des massacres eurent lieu. Certains fuirent au pays Baoulé qui était tout proche, certains devinrent esclaves. L'occupation se termine vers la fin du XIXe siècle.

## Tourisme
La cathédrale Sainte Jeanne d'Arc est l'une des cathédrales les plus jolies de Côte-d'Ivoire[réf. nécessaire]. La cathédrale a été construite par les élèves du professeur Jules-Joseph Moury.